# Monika Linkytė
Monika Linkytė (Gargždai, Lituania, 3 de junio de 1992) es una cantante lituana. Representó a Lituania en el Festival de la Canción de Eurovisión 2015 y de nuevo en 2023. También, en 2014 representó a su país en New Wave y fue finalista de la segunda edición de Lietuvos balsas, la versión lituana de The Voice.
Linkytė había intentado anteriormente representar a Lituania en el Festival de la Canción de Eurovisión en 2010, 2011, 2012, 2013, 2014 y en el Festival de la Canción de Eurovisión Júnior en 2007.

## Primeros años y educación
Linkytė nació el 3 de junio de 1992 en Gargždai. Después de completar sus estudios básicos, se mudó a Vilna para asistir a la Universidad de Vilna, donde estudió Salud Pública, pero lo dejó después de tres semestres. En 2014, comenzó a estudiar Derecho en la Universidad de Vilna, pero en 2016 se fue a estudiar Educación Musical en el British and Irish Modern Music Institute en Londres.

## Eurovisión

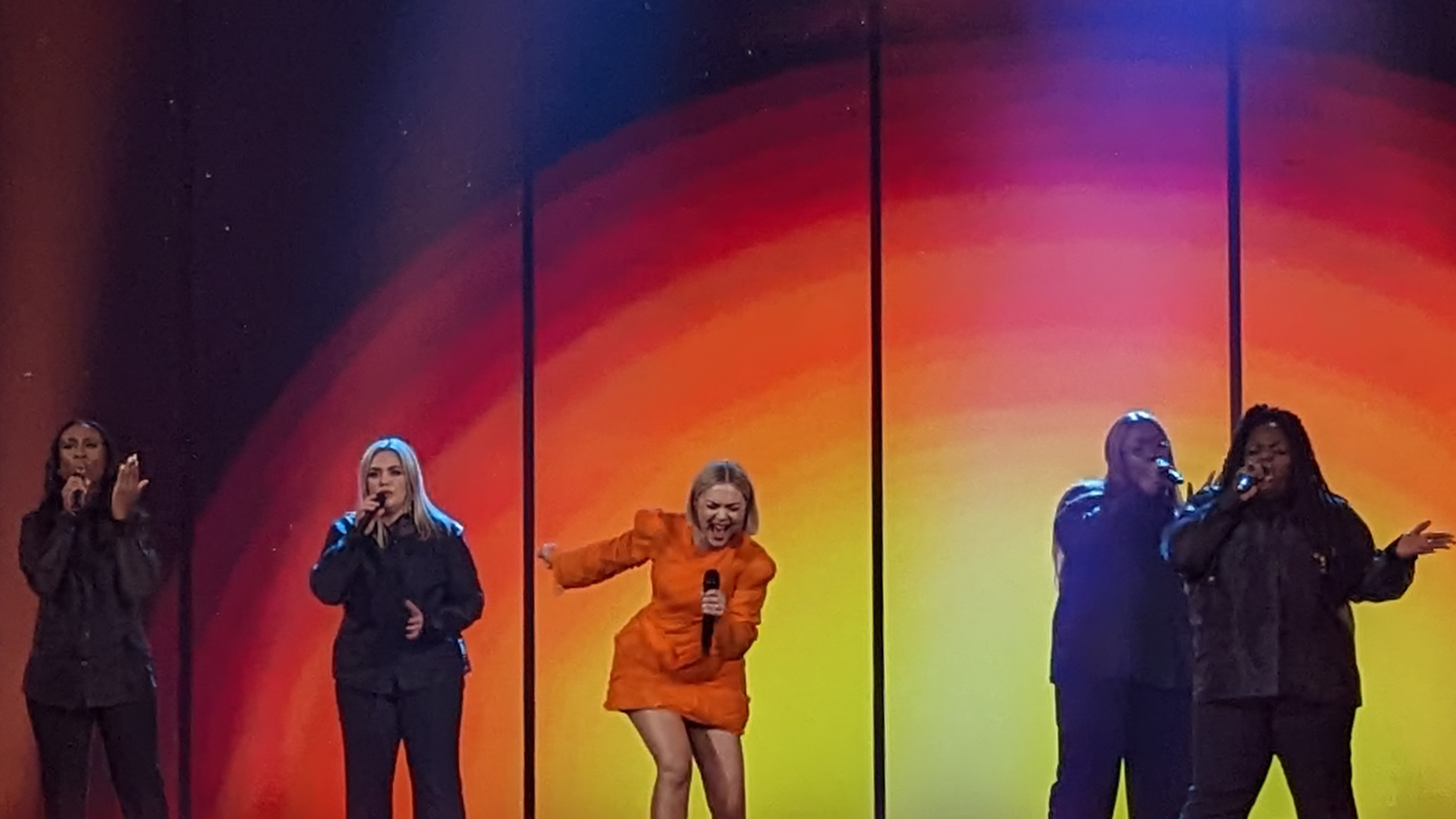
Monika Linkyté en eurovisión 2023 cantando "Stay" en Liverpool

### Festival de Eurovisión 2015
Monika se presentó en la preselección lituana de 2015 para representar a Lituania en Eurovisión. Inicialmente Monika iba a concursar en solitario, y eso fue así hasta la final, donde tras haber hecho un dueto con Vaidas Baumila de la canción elegida para Eurovisión, la cadena lituana decidió que participasen juntos debido a la buena acogida por parte del público, del jurado profesional e incluso del compositor, el cual instó a la cadena a que interpretasen la canción «This Time» como un dueto (Vaidas Baumila y Monika Linkytė); finalmente tras enfrentarse a Mia en la final; el público y el jurado decidieron que el dúo fuese el ganador y el representante de Lituania en el Festival de la Canción de Eurovisión 2015.
Monika y Vaidas, con This time, interpretaron la canción en la segunda semifinal, donde fueron uno de los diez clasificados, lo que conlleva la participación en la final de Eurovisión; en dicha final lograron obtener la decimoctava posición, siendo la cuarta mejor posición del país en el festival; cabe destacar el apoyo del televoto por parte de países como Reino Unido, Irlanda o Noruega, donde otorgaron la primera posición a Lituania, por delante de países como la favorita candidatura sueca o la candidatura rusa.

### Festival de Eurovisión 2023
En 2023, se presentó a Pabandom Iš Naujo, la preselección lituana para el Festival de Eurovisión. Con la canción Stay, Linkytė ganó la competición y representó a Lituania nuevamente en el Festival de la Canción de Eurovisión 2023 con dicho tema.
En el festival logró la 11.ª posición con 127 puntos, a 2 de top 10. Este es el 4.º mejor resultado de Lituania en Eurovisión.